# Bryopesanser capitaneus
Bryopesanser capitaneus är en mossdjursart som beskrevs av Tilbrook 2006. Bryopesanser capitaneus ingår i släktet Bryopesanser och familjen Escharinidae. Inga underarter finns listade i Catalogue of Life.